# Westerwälder Blumentopf

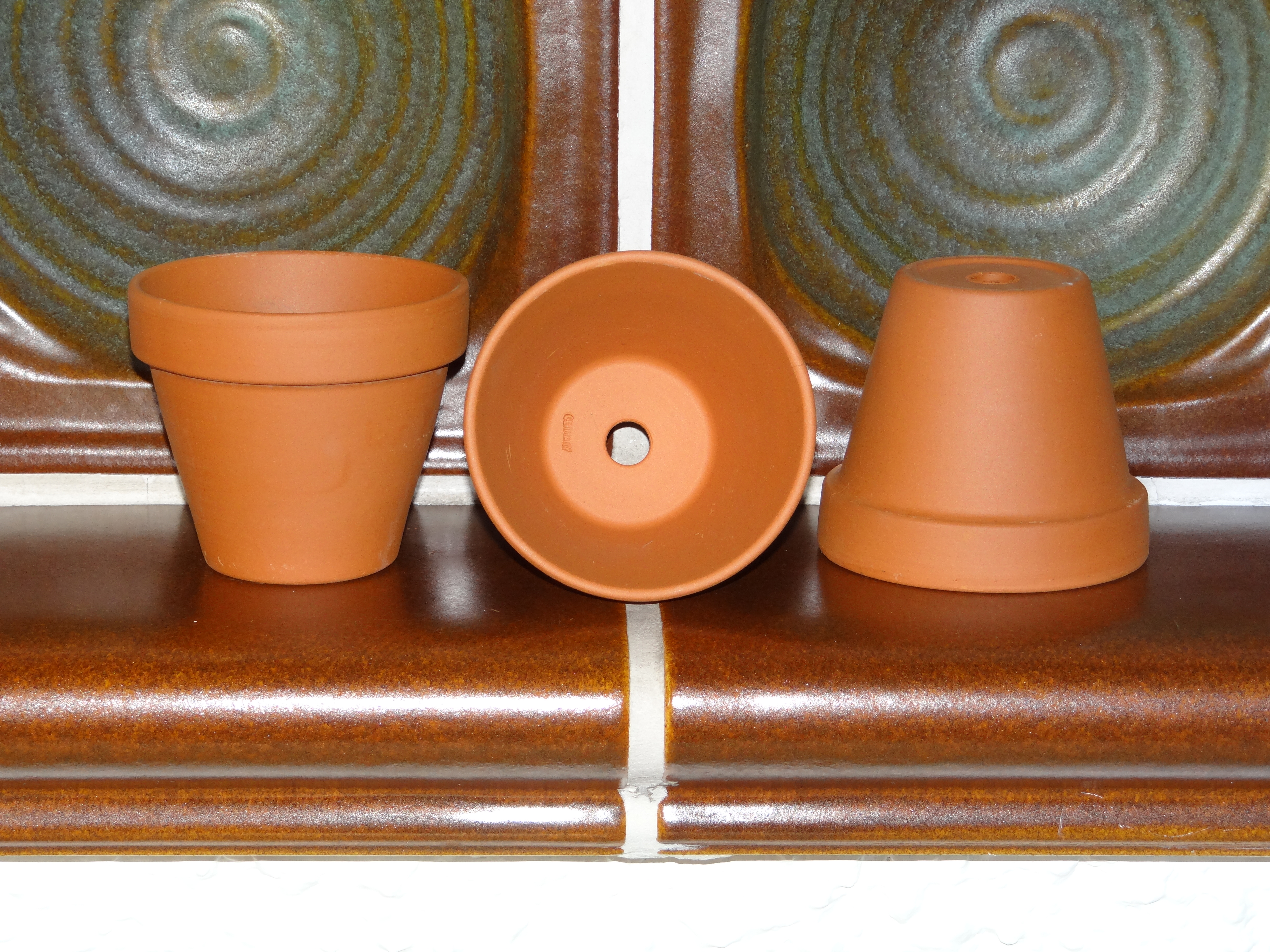
Blumentopf, Durchmesser 10 cm

Der Westerwälder Blumentopf ist eine besondere Art der Gebrauchskeramik.

## Vorgeschichte und Entstehung
Die Herstellung von Keramik kann im Kannenbäckerland, einer Region des Westerwalds, auf eine lange Tradition zurückblicken. Wurde bis zum ausgehenden 15. Jahrhundert lediglich graubraunes Gebrauchsgeschirr produziert, setzte mit der Einwanderung von Familien aus Raeren und Siegburg eine Qualitätsverbesserung der erzeugten Produkte und eine Ausdehnung auf den Luxusgütersektor ein. Dies führte zu einem Aufschwung des Westerwälder Steinzeugs, welcher bis zur Durchsetzung des Porzellans anhielt. In der Folge errang insbesondere die Fertigung von Mineralwasserkrügen und Tonpfeifen eine große Bedeutung, doch zeigte sich die Konkurrenz der Krugbäcker untereinander schon im 17. Jahrhundert sehr stark, bis – neben der Aufhebung der Zünfte – der zunehmende Gebrauch von Glasflaschen für Mineralwasser im 19. Jahrhundert viele der kleinen Produzenten zur Betriebsauflösung zwang. Dem Wettbewerb mit größeren Betrieben konnten sie nicht standhalten.
Diese Entwicklungen stellten die Westerwälder Keramikproduzenten zu Beginn des 20. Jahrhunderts vor neue Herausforderungen. Einer derjenigen, der sich dieser Herausforderungen annahm, war Wilhelm Spang, der 1912 – nachdem er zuvor gemeinsam mit seinem Bruder Johann Peter ein maßgeblich auf Tonpfeifen spezialisiertes Unternehmen geführt hatte – in Baumbach, einem Stadtteil der heutigen Stadt Ransbach-Baumbach, eine Steinzeugwarenfabrik mit einem recht breit gefächerten Sortiment gründete. In dieser erzeugte er 1926 auf Anraten des Ransbacher Großhändlers Alois Böhm den ersten tönernen Blumentopf, der eine neue Mischung aus gelbem, rot brennenden Ton und Lehm erforderlich machte, was aber dank der Experimentierfreude des Firmenchefs ohne größere Probleme bewerkstelligt werden konnte.

## Weitere Entwicklung
Zwischen 1926 und 1928 erlebte die Produktion von Kakteen- und Ringeltöpfen eine erste Blütezeit, doch wurde die Herstellung von Ringeltöpfen aufgrund sinkender Nachfrage bereits 1933 wieder aufgegeben.
Den ersten wichtigen Geschäftskontakt knüpfte Wilhelm Spang in den 1930er Jahren: Friedrich Klaes, ein Kaufmann und selbst Blumentopffabrikant in Ostdeutschland. Durch ihn nahm die Topfproduktion zu, was den Firmeninhaber dazu veranlasste, über eine Spezialisierung nachzudenken und vom Steinzeug allmählich zu den Blumentöpfen zu wechseln.
Einen weiteren Entwicklungsschub erfuhr die Topfproduktion dann durch die Zusammenarbeit mit Julius Schreiber, einem Schlosser aus Süddeutschland, durch dessen „Schreiber-Pressen“ nun größere Töpfe hergestellt werden konnten. Die Produktion war bis dahin noch wenig mechanisiert.
Der Beginn des Zweiten Weltkriegs am 1. September 1939 zwang zur vorläufigen Aufgabe der Blumentopfherstellung und zur Produktion von sogenannten Raschig-Ringen (= eine Art säurefester Füllkörper).
Nach dem Krieg wurde die Erzeugung von Töpfen erneut aufgenommen. Im Zeitraum von 1950 bis 1970 fanden vor allem die Gärtnertöpfe reißenden Absatz, die zur Anzucht von Pflanzen benötigt wurden und eine Größe von 8 bis 12 cm hatten. Belief sich die Jahresproduktion 1949 noch auf 300.000 Stück, lag sie 1956 schon bei 1.200.000. Damit einher ging eine stetige Modernisierung des Betriebs: Wurden die Töpfe zu Beginn noch mehr oder weniger in Handarbeit an Pressen gepresst, gipfelte die Technisierung der Topffabrikation 2004 schließlich im Einsatz von Industrierobotern. Großen Anteil an dieser Entwicklung kam Hans Joachim Duvinage zu. Neben der Effizienzsteigerung bei der Herstellung konnte man auch eine Verbesserung der Qualität beim Produkt selbst erzielen: Zum Beispiel ließen sich die lange bestehenden Schwächen beim Topfrand beseitigen.
In den 1980er Jahren tauchten Probleme beim Wachstum empfindlicher Pflanzen auf. Es zeigte sich, dass diese dem pH-Wert der gebrannten Töpfe geschuldet waren, was wiederum vom Lehm eines bestimmten Gebietes herrührte, der die pH-Werte negativ beeinflusst hatte. Künftig wurde dieser ausschließlich für größere Töpfe und damit für bereits weiter entwickelte Pflanzen verwendet.
Große Probleme bereitete der ansteigende Einsatz von Plastiktöpfen in den 80ern sowie die Nachfrage der Kunden nach Terrakotta. Dem begegnete man mit einer Ausweitung der Produktpalette (Größe, Form, Farbe, Glasur).

## Export
Seit den 1950er Jahren reichte das Liefergebiet von Flensburg bis Stuttgart und erstreckte sich damit über einen großen Teil Westdeutschlands. Kunden waren Gärtnereien, Samenhandlungen, aber ebenso Hotels, Gaststätten, Schulen, Unternehmen oder bspw. städtische Gartenbauämter. Die Zeiten, in denen der Firmeninhaber selbst ein Einzugsgebiet von lediglich 30 km mit dem Pferdegespann versorgte, waren lange vorbei.
In den 1950er Jahren kam es zu Kontakten mit belgischen Unternehmen. Es folgten geschäftliche Beziehungen mit holländischen, englischen und skandinavischen Firmen. Dabei blieb es nicht: Inzwischen werden Westerwälder Blumentöpfe nach Kanada, in die USA, Japan, Südkorea, Australien, Neuseeland und sogar Südafrika sowie in weite Teile Europas exportiert. Damit sind sie mit Fug und Recht in die Reihe der erfolgreichen rheinland-pfälzischen Produkte einzuordnen.